# Осмица (приче)
Осмица (мкд. Осмица) је збирка прича македонске књижевнице Румене Бужаровске (мкд. Румена Бужаровска) објављена 2010. године. Српско издање књиге објавила је издавачка кућа Booka из Београда 2020. године у преводу Катарине Тоциноски.

## О аутору
Румена Бужаровска је рођена 1981. године у Скопљу. Објавила је до сада збирке прича: Жврљотине (2007), Осмица (2010), Мој муж (2014) и Никуда не идем (2018). Ауторка је и студије о хумору у савременој македонској и америчкој краткој причи О смешном: Теорије хумора кроз призме кратке приче (2012). Књиге су јој превођене на енглески, француски, српски, хрватски, словеначки и бугарски језик. На Филолошком факултету у Скопљу је запослена као доцент америчке књижевности. Бави се и књижевним преводом са енглеског на македонски језик. Коауторка је и коорганизаторка вечери приповедања женских прича ПичПрич.

## О књизи
Збирка прича објављена на македонском језику садржи осам прича (Бранови, Осмица, Не плачи тато, Проблемот на Тина, Не сакам да једем, Шницла, Прибор за гости, Смртта на наставниката Станка).
Збирка прича објављена у Србији се састоји се од девет прича, седам објављених у истоименом македонском издању, док су две додате из њезине прве збирке Жврљотине.
Књигу чине кратки одломци из живота жена различитих животних доба као и интимни увиди у психу ликова. Ауторка приповеда о вршњачком изругивању, нескладном браку, трауматичном одласку гинекологу или нестајању сопственог „ја“ у кући где снаја живи са свекрвом. Свака од тих прича изгледа као напета драма која иде ка катастрофи, емотивном распаду и краху породичних односа. Румена осећа жену, њен отпор и сламање под притиском патријархалног друштва. Ликови, и мушки и женски, уверљиви су у својој људскости, упечатљиви по слабостима и крхкости, било да су дати у неколико потеза али врло живописно.
Прича Тинин проблем приказује девојку која одлази први пут код гинеколога. Осмица, по којој збирка и носи име, видимо кроз само један догађај какав је живот главне јунакиње. То је жена која живи нормалан живот, има сина и мужа и добар посао. У једном налету зубобоље и нервозе која исту прати, видимо како се она заправо осећа и како ће због само једног тренутка среће и задовољства бити спремна да жртвује одлазак код зубара. У причи Ћуфте од блата, ауторка нас води од невине дечје игре до бруталног и незамисливог насиља, стављајући те две ствари једну спрам друге тако да граница између њих бива скоро избрисана. То је прича је о двема девојчицама, пријатељицама које на насиље заборављају само у игри.  У причи Не плачи, тата главна јунакиња је девојчица која се суочава са немоћи својих родитељима, који не схватају да их разара управо то што свим силама настоје да испуне оно што средина и традиција од њих очекују. И у причи Таласи причу приповеда девојчица која гледа како се однос њених родитеља распада, с тим што почиње да схвата како им је, заправо, терет. Уочи великог такмичења је комична прича која, побија низ стереотипа о гостопримству и љубазности, циљајући на опсесије проистекле из најстрашнијих малограђанских кошмара, раствара насиље које из немоћи људе окреће против њих самих, а на крају, и против оних који су им најближи. У причи Смрти учитељице Станке главна јунакиња је поново девојчица која је разапета између шарма своје учитељице, и нетрпељивости, или чак и мржње према истој тој учитељици коју гаје њени родитељи, те је на тај начин збуњују. Месо за ручак је прича о ситуацији да се у име гостољубивости схваћене на балкански начин, нутка гост храном за коју овај, ни најмање не мари, или му је чак и гадна, или да стави у уста залогај на силу како се домаћица не би осетила увређеном - читаоцима на овим просторима је балкански препозбнатљива. Прибор за госте је прича која доноси опис супарништва две сестре које ни када су зашле у озбиљне године нису привеле зрелости. При том, њихово супарништво не проистиче из сукоба две снажне индивидуалности, већ из слепљености за пожељне обрасце понашања. 